# Catharina van Hemessen
Caterina eller Catharina van Hemessen, född 1528 i Antwerpen, död efter 1565, var en flamländsk renässansmålare. Hon är den tidigaste kvinnliga flamländska målaren för vilken det finns verifierbart existerande arbete. Hon är främst känd för en serie kvinnliga porträtt som färdigställdes mellan slutet av 1540-talet och början av 1550-talet, och för några religiösa kompositioner. 
van Hemessen anses ha skapat det första självporträttet av en konstnär sittande vid en målarduk; ett motiv som sedan dess använts av många konstnärer. Porträttet i fråga, skapat år 1548, visar konstnären i de tidiga stadierna av att måla ett porträtt och är nu en del av samlingen i konstmuseet i Basel.
Hon var dotter till Barbe de Fevre och konstnären Jan van Hemessen.